# Мендерова, Мария Павловна
Мария Павловна Мендерова (5 июля 1933 год, деревня Щуплы, Западная область — 15 сентября 2016 год, деревня Лучеса, Смоленская область) — советский организатор сельскохозяйственного производства, председатель колхоза имени Ленина Починковского района Смоленской области (1983—2001), Герой Социалистического Труда.

## Биография
Окончила Сычёвский зооветеринарный техникум (1956). Член КПСС с 1963 года.
С 1961 года работала зоотехником совхоза «Плосковский» Починковского района. В 1965 году возглавила комплексную бригаду. В период её руководства урожайность зерновых культур в бригаде выросла с 10 до 33 центнеров с гектара, увеличилось производство льноволокна и льносемян.
Указом Президиума Верховного Совета СССР от 11 декабря 1973 года Мендеровой Марии Павловне было присвоено звание Героя Социалистического Труда.
С 1982 года — бригадир укрупнённой бригады того же совхоза с центром в деревне Мурыгино. В сентябре 1983 года была избрана председателем колхоза имени Ленина Починковского района, сменив на этом посту Героя Социалистического Труда С. И. Безунова, который руководил колхозом с 1954 года. Руководила колхозом до августа 2001 года.
Избиралась депутатом Смоленского областного Советов депутатов.
Жила в деревне Лучеса Починковского района.
Похоронена на кладбище в деревне Васильево Починковского района.

## Награды
- Герой Социалистического Труда
- Орден Ленина (11.12.1973)
- Медаль «Серп и Молот»
- Орден Октябрьской революции
- 4 медали ВДНХ СССР
- медали